# Đình Vĩnh Ninh
Đình Vĩnh Ninh hay đình Bà Tía là ngôi đình làng của thôn Vĩnh Ninh, xã Vĩnh Quỳnh, huyện Thanh Trì, thành phố Hà Nội; ngôi đình này thờ bà Tía, một trong các nữ tướng của Hai Bà Trưng.

## Thần tích
Khi xưa, làng Vĩnh Ninh có một người phụ nữ, nằm mộng thấy được thần tiên tặng cho đóa hoa sen mà có thai. Ngày 25 tháng Giêng năm Ất Dậu (25), bà sinh ra nàng Tía. Bố mẹ nàng Tía mất sớm, nàng ở cùng với người cô. Nàng Tía là người vừa có dung mạo lại có tài võ nghệ. Năm nàng 15 tuổi, Hai Bà Trưng lên ngôi, trong một lần qua làng thì gặp nàng Tía bên giếng nước bèn hỏi chuyện. Cảm mến tài trí, vua Bà đưa nàng về giúp việc trong triều. Năm 43, Mã Viện kéo quân sang đánh Âu Lạc, nàng Tía được phong tướng, đánh nhiều trận; khi hay tin Hai Bà Trưng đã tuẫn tiết, nàng Tía vẫn cầm quân chống giặc ở cửa Thần Phù. Do quân địch quá mạnh, không chịu sa vào tay giặc, nàng Tía đã nhảy xuống cửa biển Thần Phù tự vẫn ngày 13 tháng 11 năm Quý Mão (43). Sau khi nàng hi sinh, dân làng lập đình thờ nàng cùng ông Rắn và ông Đất.

## Kiến trúc
Đình có 7 gian bề thế với những hàng cột lim to kê trên đá tảng chạm hoa sen. Các đầu kẻ, bức cốn đều là những tác phẩm điêu khắc dân gian. Phía trước có phương đình chồng diêm, tám mái. Đình còn giữ được ngọc phả và 23 đạo sắc phong từ thời Cảnh Hưng (thế kỷ 18) đến Duy Tân (thế kỷ 20), trong đó có một đạo sắc giá trị thời Cảnh Thịnh (1793-1801) nhà Tây Sơn.